# Soufflaculs

Tradition des Soufflaculs en 1947.
Soufflaculs uniquement.
Soufflaculs + danse du feu aux fesses.
Danse du feu aux fesses uniquement.

Les Soufflaculs sont une tradition populaire française. Initialement très répandue dans le Midi de la France, cette fête carnavalesque ne subsiste que dans quelques localités, notamment à Saint-Claude (Jura) et à Nontron (Dordogne). La journée de célébration est caractérisée par le défilé des Soufflaculs, vêtus de chemises de nuit et de bonnets de coton blanc, qui, avec un soufflet, ont pour mission de défiler dans la ville et de chasser les mauvais esprits.

## Historique
Peu d'archives ou d'éléments historiques permettent de retracer entièrement l'origine des Soufflaculs. La plus vieille iconographie connue du souffle-à-cul remonte aux XVe et XVIe siècles et semble être celle des bas-reliefs sculptés sur le bois, sur les stalles de la collégiale Notre-Dame de Villefranche-de-Rouergue, en Aveyron, et à l'extérieur de l'hôtel Brusttuch, à Goslar, en Allemagne,. Un démon est représenté avec un coqueluchon et des pattes d'oie et se prépare, avec son soufflet, à venter une sorcière dont le bras droit est en position d'offrande anale. Sa baratte déborde de la crème volée pendant la nuit de Walpurgis. Un manuscrit médiéval du XIIIe siècle, un cul-de-lampe du XIVe siècle situé dans la cathédrale Saint-Pierre-et-Saint-Paul de Troyes et une bannière de la Compagnie de la Mère-Folle du XVe siècle semblent pourtant évoquer un usage similaire du soufflet avant le XVIe siècle.
Le souffle-à-cul est une tradition carnavalesque du Moyen Âge qui prend diverses formes selon les régions en France,. De manière générale, le personnage de la « vieille Bouchée » — une dame âgée, d'une extrême maigreur, croyante et prude qui ne cesse de péter dans une église — intervient comme une personnification du cycle du carnaval,. Le fait de venter la vieille Bouchée peut être considéré comme le symbole du Carême que l'on cherche, le mercredi des Cendres, à équivoquer à l'aide d'un soufflet,. Souvent comparé à un jeu enfantin ou, au contraire, à un geste obscène, la pratique du souffle-à-cul consiste à inverser le circuit interne du souffle et de l'âme dans notre corps, de haut en bas et de bas en haut, afin d'expulser les mauvais esprits,,,.
De plus en plus populaire au XVIIIe siècle, la pratique du souffle-à-cul est principalement répandue dans le Midi de la France,,,,. Certains départements pratiquent une variante catalane, appelée la « danse du feu aux fesses » (ou « Tiou-tiou ») ; les participants allument chacun un tire-bouchon de papier pendu aux fesses de celui qui est situé devant lui,,. La pratique des Soufflaculs ne semble faire son apparition à Nontron qu'au XIXe siècle,.
La tradition est encore perpétuée en Dordogne, à Saint-Claude dans le Jura et dans l'Hérault, avec plus d'une trentaines de villages participants depuis la fin des années 1970,.

## Éditions

### Nontron

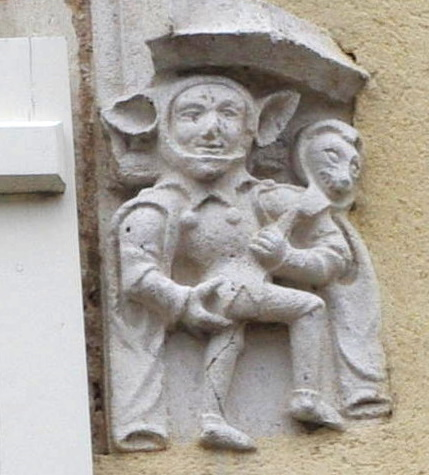
Fenêtre sculptée du XVIe siècle, à Saint-Pardoux-la-Rivière (Dordogne). Le geste du joueur de chabrette rappelle celui des Soufflaculs.

Le Nontronnais du 16 février 1850 est le premier titre de presse connu à faire mention de la pratique du souffle-à-cul à Nontron : « Autrefois, dans la basse ville des bals magnifiques, que la mascarade des Soufflets était originale, qu'elle exécutait avec ensemble une manœuvre que nos lecteurs qualifieront comme ils l'entendront, que les costumes étaient frais et blancs… ». Les journalistes évitent de parler de cette tradition populaire que la morale réprouve à cette époque et qui irait à l'encontre des valeurs de leurs lecteurs. D'autres en parlent, mais pour la condamner, la qualifiant de « grossière, vulgaire et obscène ».
Le 8 mars 1851, Le Nontronnais consacre une longue chronique à la description du carnaval, mais va y décrire uniquement la tenue du bal, les déguisements et les masques que portent les participants. En 1865, comme en témoigne un article publié le 1er avril de cette année-là, une douzaine de personnes se déguisent comme ils l'entendent : des costumes de Don Quichotte, de mousquetaires, de Sancho Panza, de pages de François Ier, de Louis XIV, de Méphistophélès, d'Arlequin et de Pierrot sont notamment aperçus en ville,. Le nombre de participants varie ensuite en fonction des éditions : cinq ou six Soufflaculs en 1872, une trentaine en 1894 et une quarantaine en 1900.
En février 1894, le Courrier de Nontron est le premier journal à publier une description chronologique du carnaval nontronnais. Les festivités de quatre jours débutent le dimanche soir lorsque les Nontronnais sont conviés à un bal masqué qui se tient dans la grande salle de l'ancien Café Italien. Le lundi, les jeunes participants se travestissent et improvisent une cavalcade dans les rues de Nontron,. Les Soufflaculs jugent et brûlent Carnaval le mercredi des Cendres.
Tombé en désuétude dans les années 1950 et après une tentative de remise sur pied en 1968, le carnaval de Nontron renaît en 1979, sous l'impulsion de la Compagnie des soufflets de Nontron, constituée en association loi de 1901 et présidée par Michel Meyleu,,. C'est à partir de cette date que les Soufflaculs sont organisés tous les ans, pendant un dimanche du mois d'avril,.
Si la ville de Nontron l'utilise généralement comme un véritable outil de promotion touristique, l'événement se heurte parfois à un manque de moyens financiers ou à une mésentente avec certains des maires qui se sont succédé, ce qui l'empêche alors de se tenir certaines années,. Par ailleurs, l'originalité dont les Soufflaculs bénéficient depuis plusieurs décennies commence à faire défaut à la fin des années 1980 : le manque de nouveauté et de modernité dans le carnaval entraîne une baisse du nombre de participants et de spectateurs. Les organisateurs tentent alors d'intégrer d'autres figures carnavalesques historiques, tout en préservant l'identité des Soufflaculs.
Les Soufflaculs de Nontron font partie du patrimoine culturel de la ville, transmis de génération en génération,,. En 1986, une statue représentant un Soufflacul en action est construite par une classe du lycée de la ville. À l'édition 2003, une équipe de télévision sud-coréenne vient à Nontron pour filmer les Soufflaculs et devient ainsi le premier média étranger à diffuser l'événement. Une des voies de Nontron porte le nom de « rue des Soufflets ».

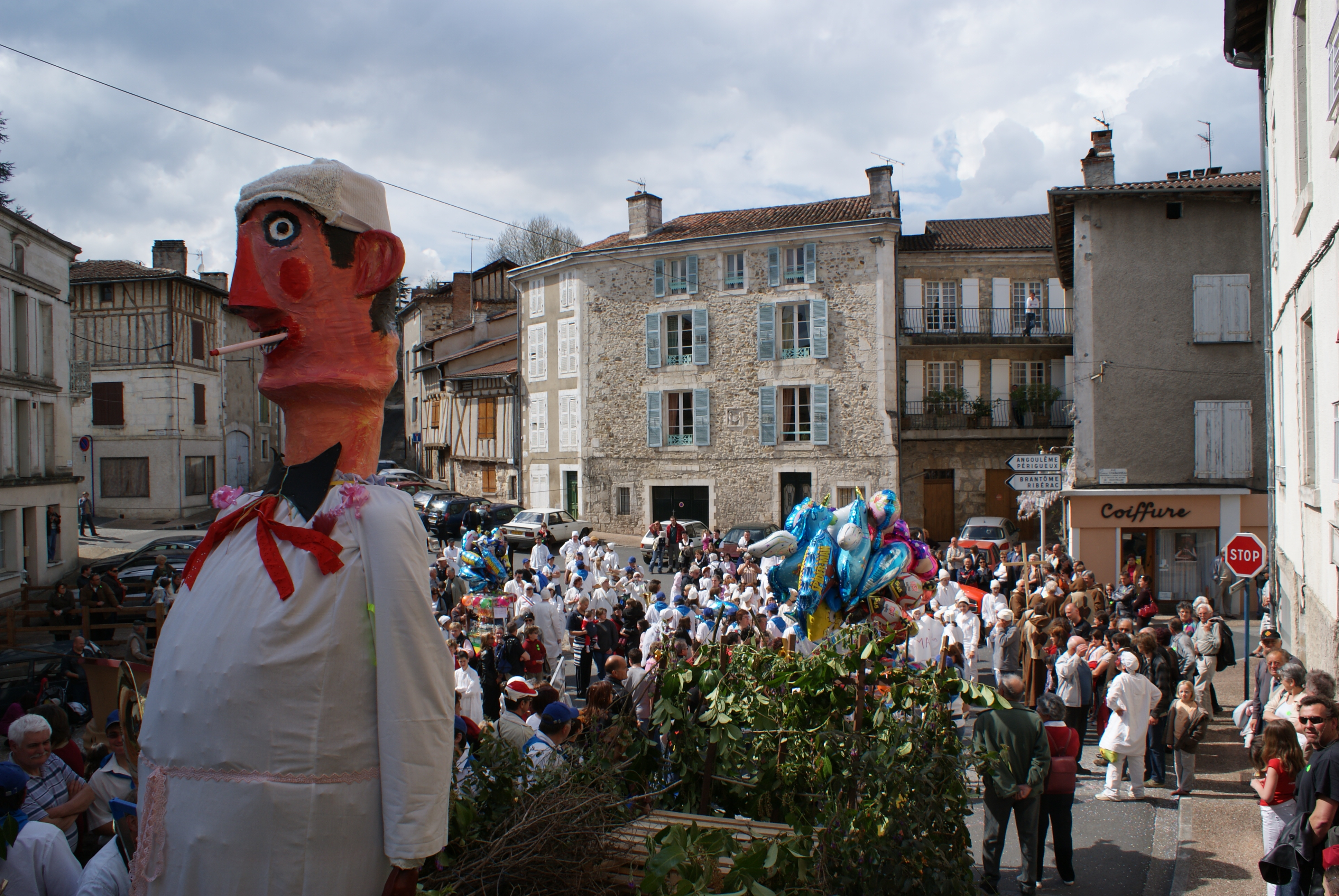
Bufador est tracté au milieu des spectateurs en 2009.

Dans le cadre de la mission « Institut occitan 2008-2010 » pilotée par Marie Hirigoyen et Christine Escarmant-Pauvert, une enquête de labellisation du carnaval est menée les 26 et 27 avril 2008, le 7 janvier 2009 et les 17 et 18 avril 2010 à Nontron. Les enquêtrices rencontrent notamment Michel Meyleu et Gilbert Cibert, co-refondateurs des Soufflaculs en 1979, ainsi que Jean-Louis Dumontet, le président de l'association. Les Soufflaculs de Nontron sont inscrits dans l'Inventaire du patrimoine culturel immatériel en France depuis le 5 juillet 2010, au titre de « leur procession à travers la ville, leur jugement et leur crémation de Carnaval, et de leur rituel de circulation des souffles ». En 2011, l'équipe organisatrice cherche également à obtenir une notoriété plus internationale en lançant une procédure d'inscription au patrimoine culturel immatériel mondial de l'UNESCO.
En 2011, et malgré sa récente reconnaissance dans l'Inventaire du patrimoine culturel immatériel qui lui permet, entre autres, d'obtenir des subventions du conseil régional d'Aquitaine, l'association qui organise les Soufflaculs reste déficitaire et garde des difficultés à trouver les soutiens financiers nécessaires à la pérennisation des festivités. En 2012, les Soufflaculs n'ont exceptionnellement pas lieu, pour cause de premier tour d'élection présidentielle. En 2013, l'événement n'est pas renouvelé, faute d'organisateurs volontaires. Une nouvelle équipe de bénévoles prend le relais et les Soufflaculs sont organisés en 2014 et en 2016 — les dernières éditions en date à Nontron, alors que la commune de Saint-Claude (Jura) poursuit les festivités en 2018.

### Saint-Claude
La tradition remonte au temps de l'abbaye de Saint-Claude. Chaque année, en principe un samedi au début d'avril, un défilé de chars avec des personnages vêtus de blanc parcourt les rues de la ville, des concerts ont lieu et un feu d'artifice termine la journée. Cette manifestation est renommée y compris à l'étranger.
Pierric Bailly évoque dans un de ses livres, L'Homme des bois, la fête traditionnelle avec les jeunes en chemise et bonnet de nuit blancs qui chassent le mauvais esprit sous les jupes des filles au moyen d'un soufflet.
Un mensuel sanclaudien, Le Soufflacul, présenté comme « socialiste, satirique, humoristique et littéraire », a paru pendant quelques années à partir de 1898.

## Description de la tradition
Les Soufflaculs sont vêtus de longues chemises de nuit blanches, de bonnets de coton blanc, chaussés de sabots (souvent rouges), le visage recouvert d'un faux-nez, d'un masque ou de farine, voire barbouillé de noir de fumée,,,,. Ils défilent dans la rue en se suivant les uns derrière les autres, munis d'un soufflet,,. Certains participants forment des chenilles en cousant leurs chemises de nuit.

## Signification

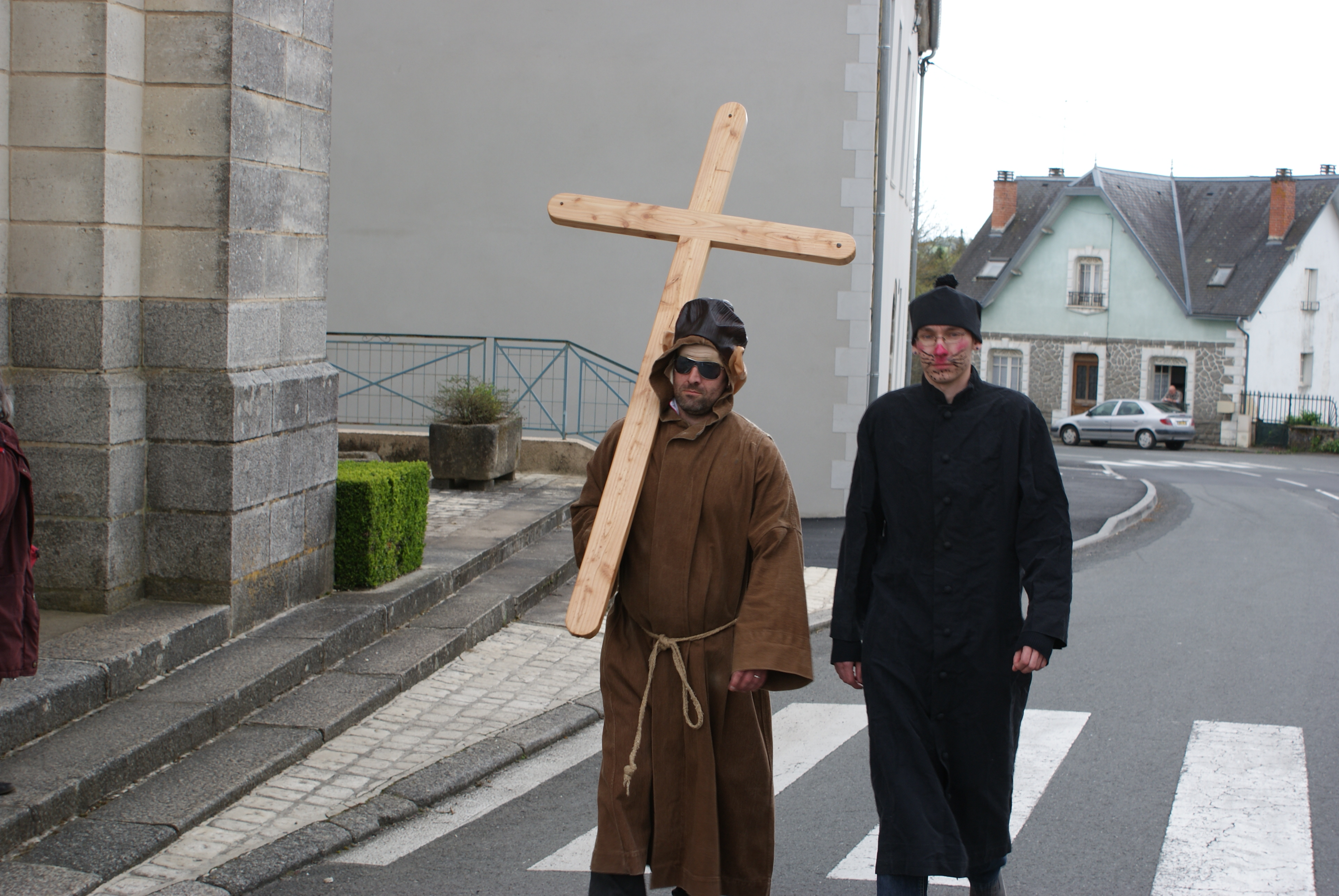
En 2014, deux participants des Soufflaculs de Nontron sont déguisés en ecclésiastiques.

Les citoyens se permettent des excès festifs avant le Carême. L'idée de cette farce satirique est d'oublier les contraintes, les tabous (notamment ceux liés au corps quand il s'agit d'insufflation anale), les interdits, l'institution sociale et la loi. Les historiens comparent les Soufflaculs de Nontron à la fête des Fous, dans le sens où ces deux fêtes moyenâgeuses démontrent que la société était capable de parodier, de se ridiculiser une période dans l'année et de « singer les riches et les puissants de l'Église et de la Cour »,,. Chacun pouvait se moquer des pratiques et conventions religieuses et royales les plus sacrées, et d'imaginer exceptionnellement « un monde où le dernier était le premier, où les fous et les serfs devenaient rois », et inversement,,. En ce sens, l'ethnologue Christian Magne explique que les Soufflaculs sont « trop universels et imprévisibles pour être considérés comme une manifestation folklorique ». Les Soufflaculs ne sont pas un spectacle passif ; chacun a l'occasion de s'approprier la fête, de s'exprimer et de s'amuser.
Dans la mythologie carnavalesque, le soufflet est rempli de vent, de magie et de folie,. En ce sens, le mot « soufflet » peut être rapproché étymologiquement du latin « follis », origine de « folie ». Le soufflet semble donc être un remède contre Satan et le péché.